# Eucalyptus Hills
Eucalyptus Hills statisztikai település az USA Kalifornia államában, San Diego megyében. Lakosainak száma 5517 fő (2020. április 1.).

## Népesség
A település népességének változása:

| 2010 | 5 313 |
| 2020 | 5 517 |